# Marianne à la nef
La Marianne à la nef est le nom de deux timbres d’usage courant français, dont le premier a été émis le 27 juillet 1959. La maquette a été dessinée par André Regagnon (1902-1976), dont c'est le seul timbre. Il a été gravé par Jules Piel et imprimé en typographie.

## Genèse de la série
Début 1959 Bernard Cornut-Gentille, ministre des Postes, déclare vouloir marquer l'arrivée de la Ve République par l'émission, l'année-même, d'un timbre remplaçant la Marianne de Muller. Cet empressement peut paraître surprenant dans la mesure où un décret du 28 décembre 1958 annonce l'arrivée du franc lourd pour le 1er janvier 1960. Le timbre voulu par le ministre et qui est émis le 27 juillet 1959 ne peut dès lors qu'être provisoire avec une valeur faciale de 25 F.
De fait, un nouveau timbre est émis dès le 2 janvier 1960, lendemain du changement de monnaie. Dans l'absolu, sa valeur faciale reflète la stabilité des tarifs postaux puisqu'elle est de 0,25 F.

## Description

### Type d'origine
Le timbre représente Marianne portant un bonnet phrygien debout à la proue d'un navire à voile (une nef). Aucun autre timbre postal n'a été dessiné par André Regagnon qui ne semble pas non plus avoir proposé d'autres projets.
Le timbre de 25 francs est émis le 27 juillet 1959. Il est imprimé à 714 710 000 exemplaires par feuilles de cent, en typographie rotative. Il comporte une innovation pour un timbre destiné à l'affranchissement de la lettre simple intérieure : il est en deux couleurs ; rouge-brun pour Marianne et la nef, et vert-noir pour le fond ensoleillé et la mer. La presque totalité du tirage semble avoir été vendue.
À partir de stocks existants, il est surchargé « FREJUS + 5f » et mis en vente le 11 décembre 1959 en région parisienne puis rapidement dans toute la France ; il est retiré le 24 décembre 1959. La surtaxe de 5 francs est destinée à aider les victimes de la rupture du barrage de Malpasset, près de Fréjus dans le Var. Le choix de ce timbre pour lancer un appel à la solidarité après la catastrophe est à l'époque critiqué.

### Nouveaux francs
Il est remplacé le 2 janvier 1960 par un timbre similaire mais libellé « 025 » (sans virgule ni d'indication de monnaie) au lieu de « 25 F » (indication de la monnaie) : c'est la norme choisie sur les timbres à l'occasion du passage au nouveau franc. Il adopte les couleurs du drapeau français : bleu pour le premier plan, rouge pour le fond qui devient plein et non plus ligné. Le timbre est imprimé à 390 millions d'exemplaires.
Malgré cette évolution, il reste peu apprécié et la Marianne de Decaris lui succède en  juin 1960.